# Saint-Martin-Longueau
Saint-Martin-Longueau – miejscowość i gmina we Francji, w regionie Hauts-de-France, w departamencie Oise.
Według danych na rok 1990 gminę zamieszkiwało 1009 osób, a gęstość zaludnienia wynosiła 280 osób/km² (wśród 2293 gmin Pikardii Saint-Martin-Longueau plasuje się na 291. miejscu pod względem liczby ludności, natomiast pod względem powierzchni na miejscu 1003.).